# Стаття 54 Кримінального кодексу УРСР (1927 і 1934)
Стаття 54 Кримінального кодексу УРСР (1927 і 1934) — стаття, що передбачала відповідальність за «контрреволюційну діяльність», «зраду батьківщини». Введена до Кримінального Кодексу УРСР 1927 р. в редакції від 20.07.1934. Була аналогом Статті 58 Кримінального кодексу РРФСР (1926).

## Комплекс складу злочинів
Ст. 54 Кримінального кодексу передбачала ознаки таких злочинів:
- ст. 54-1 — контрреволюція (всяка дія, спрямована на повалення, підрив або послаблення влади)

- ст. 54-1 «а» — зрада Батьківщині: розстріл або позбавлення волі на строк 10 років з конфіскацією всього майна

- ст. 54-1 «б» — зрада Батьківщині військовослужбовцем: розстріл з конфіскацією всього майна

- ст. 54-1 «в» — сприяння членів сім'ї військовослужбовця втечі його за кордон: позбавлення волі на строк від 5 до 10 років з конфіскацією всього майна; до всіх інших повнолітніх членів родини зрадника: позбавлення виборчих прав та заслання до Сибіру на 5 років

- ст. 54-1 «г» — недонесення про зраду, що готується: позбавлення волі на 10 років (військовослужбовців) або не менш 6 місяців (не військовослужбовців)

- ст. 54-2 — збройне повстання: розстріл або оголошення ворогом трудящих з конфіскацією майна і з позбавленням громадянства

- ст. 54-3 — зносини з іноземною державою з ворожою метою: розстріл або оголошення ворогом трудящих з конфіскацією майна і з позбавленням громадянства

- ст. 54-4 — надання допомоги міжнародній буржуазії: позбавлення волі на строк не менш як 3 роки, з конфіскацією всього або частини майна, аж до вищого заходу соціального захисту — розстрілу

- ст. 54-5 — схилення іноземної держави до війни проти СРСР: розстріл або оголошення ворогом трудящих з конфіскацією майна і з позбавленням громадянства

- ст. 54-6 — шпигунство: позбавлення волі на строк не менш як 3 роки, з конфіскацією всього або частини майна, аж до вищого заходу соціального захисту — розстрілу

- ст. 54-6 «а» — передача за кордон державні таємниці державної оборони: ув'язнення до виправно-трудових таборів строком від 5 до 20 років.

- ст. 54-7 — шкідництво: розстріл або оголошення ворогом трудящих з конфіскацією майна і з позбавленням громадянства

- ст. 54-8 — тероризм: розстріл або оголошення ворогом трудящих з конфіскацією майна і з позбавленням громадянства

- ст. 54-9 — диверсії: розстріл або оголошення ворогом трудящих з конфіскацією майна і з позбавленням громадянства

- ст. 54-10 — антирадянська пропаганда і агітація: позбавлення волі на строк не менш як 6 місяців, аж до розстрілу або оголошення ворогом трудящих з конфіскацією майна і з позбавленням громадянства

- ст. 54-11 — всяку участь у контрреволюційній організації передбачених у цьому розділі: заходи соціального захисту, зазначені у відповідних статтях цього розділу

- ст. 54-12 — недонесення органам влади про контрреволюційні злочини: позбавлення волі на строк не менш як 6 місяців

- ст. 54-13 — активна діяльність проти революційного руху при цараті та під час громадянської війни: розстріл або оголошення ворогом трудящих з конфіскацією майна і з позбавленням громадянства

- ст. 54-14 — контрреволюційний саботаж: позбавлення волі не менш як 1 рік, з конфіскацією всього або частини майна, аж до вищого заходу соціального захисту — розстрілу з конфіскацією майна.